# Hexisopus pusillus
Hexisopus pusillus är en spindeldjursart som beskrevs av Lawrence 1962. Hexisopus pusillus ingår i släktet Hexisopus och familjen Hexisopodidae. Inga underarter finns listade i Catalogue of Life.